# Dióscoro de Trales
Dióscoro (em latim: Dioscorus; em grego: Διόσκορος; romaniz.: Dióscoros) foi um bizantino do século VI, nativo de Trales. Era um dos cinco filhos do médico de Estêvão e irmão de Antêmio, Alexandre, Olímpio e Metrodoro. Embora não existam detalhes de sua vida, de acordo com Agátias exerceu a profissão de médico com distinção em sua cidade natal. Faleceu em Trales.